# Narcís Vidal i Campderrós
Narcís Vidal i Campderrós   (Barcelona, 31 d'octubre de 1792 - Barcelona, 14 d'octubre de 1876) fou un advocat, bibliotecari i professor universitari català.

## Biografia
Fill de Narcís Vidal, menestral, i de Josepha Campderrós, el 1811, quan ja treballava d'escrivà a Vilanova i la Geltrú, s'incorporà a l'exèrcit, on fou caporal primer. Encara a l'exèrcit entre 1818 i 1819, va seguir un curs de lògica al Convent dels Agustins de Barcelona, on tingué com a professor al teòleg i rector del Col·legi dels Agustins a Tarragona, Felix Torà. El 1820 obtingué la llicència absoluta de l'exèrcit i s'incorporà a les classes de matemàtiques que impartia Onofre Jaume Novellas i Alavau a la Junta de Comerç, on seguí també les classes de física amb Pere Vieta i Gibert i les de química aplicada de Josep Roura i Estrada.
Durant anys, compaginà els estudis amb el treball de passant al despatx del procurador Bru Petrús i Constansó. Posteriorment, seguí un curs de metafísica i ètica impartit el 1835-1836 per l'higienista Pere Felip Monlau i Roca. També assistí a les classes d'astronomia que Onofre Novellas impartia a la Reial Acadèmia de Ciències i Arts de Barcelona. Precisament, el 1836 ingressà a la RACAB guiat per Novellas mitjançant la lectura d'una memòria d'ingrés sobre astronomia: Origen y progresos de la astronomía antigua y moderna y ventajas de esta ciencia. Un cop admès, s'incorporà a la secció de ciències fisicomatemàtiques i l'any següent, i fins al 1844, impartí les classes de geografia i cronologia en aquesta mateixa institució, substituint a Pere Felip Monlau, que a causa de les seves activitats polítiques havia estat deportat i, posteriorment, hagué d'exiliar-se. Posteriorment, exercí com a secretari de la secció fisicomatemàtica entre 1841 i 1843, i el 1844 fou escollit com a bibliotecari d'aquesta societat científica. Malgrat tot, no deixà de treballar com a passant i escrivent, ara pel llicenciat Juan Costa, advocat del Col·legi d'Advocats de Barcelona.
Els estudis del Convent dels Agustins i de la Junta de Comerç li foren convalidats, i entre 1836 i 1840 estudià dret natural, dret de gents, els principis de la legislació universal, dret romà, dret públic, dret civil i dret canònic. El 1842 s'examinà i obtingué el grau de batxiller en lleis en la ja establerta Facultat de Jurisprudència, vivint com a alumne tot el procés de restauració de la Universitat de Barcelona matriculant-se quan encara depenia de la Universitat de Cervera i titulant-se quan ja estava novament establerta a Barcelona. Dos anys després, el 1844, obtingué la llicenciatura en dret. Aquesta activitat d'alumne la compaginà amb les seves activitats a la Reial Acadèmia de Ciències i Arts de Barcelona, on va ser escollit el 1839 com a secretari segon i on va encarregar-se de la descripció de l’aurora boreal del 22 d'octubre d'aquell any per encàrrec de la secció a la qual pertanyia.
Tot i que fou el 1833 quan sol·licità entrar al cos de notaris reials i causídics, no va ser fins al 1842, després de la defunció del procurador Ramón Comas del Bregar, que li fou concedida la plaça de Notari Reial i Causídic de Barcelona, i fou admès al Col·legi de Procuradors, dispensant-lo de fer l'examen preceptiu pel fet que ja era advocat. El 1845, poc després de llicenciar-se en Dret, Narcís Vidal ingressà també al Col·legi d'Advocats de Barcelona, tot i que només va intervenir en dos processos. Les activitats de procurador no li van impedir continuar activament a la Reial Acadèmia de Ciències i Arts de Barcelona (RACAB), on des del 1845 fins al 1854 va tornar a exercir com a secretari de la secció fisicomatemàtica i on, finalment, l'any 1863 fou escollit director de la secció fisicomatemàtica i, finalment, el 1864 fou nomenat president de la RACAB, ocupant el càrrec fins al 1866.